# 波苏雷东杜
波苏雷东杜是巴西圣卡塔琳娜州的一个市镇。总面积359.519平方公里，总人口13722人，人口密度38.2人/平方公里。